# Brust-Computertomographie

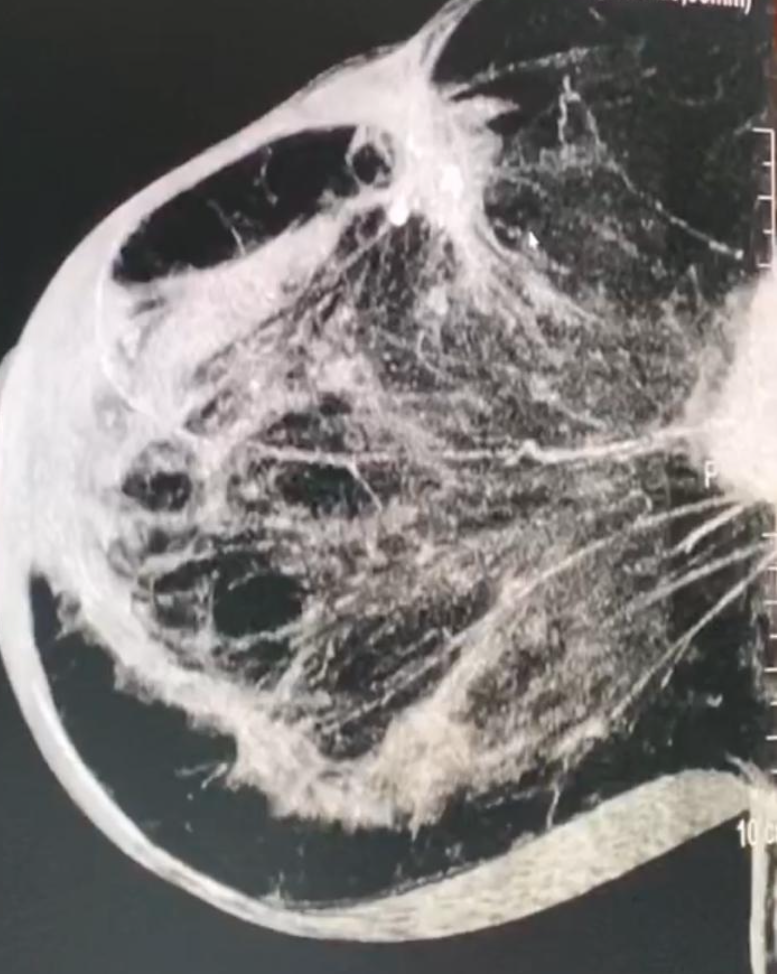
Brust-Computertomographie mit Kontrastmittelgabe

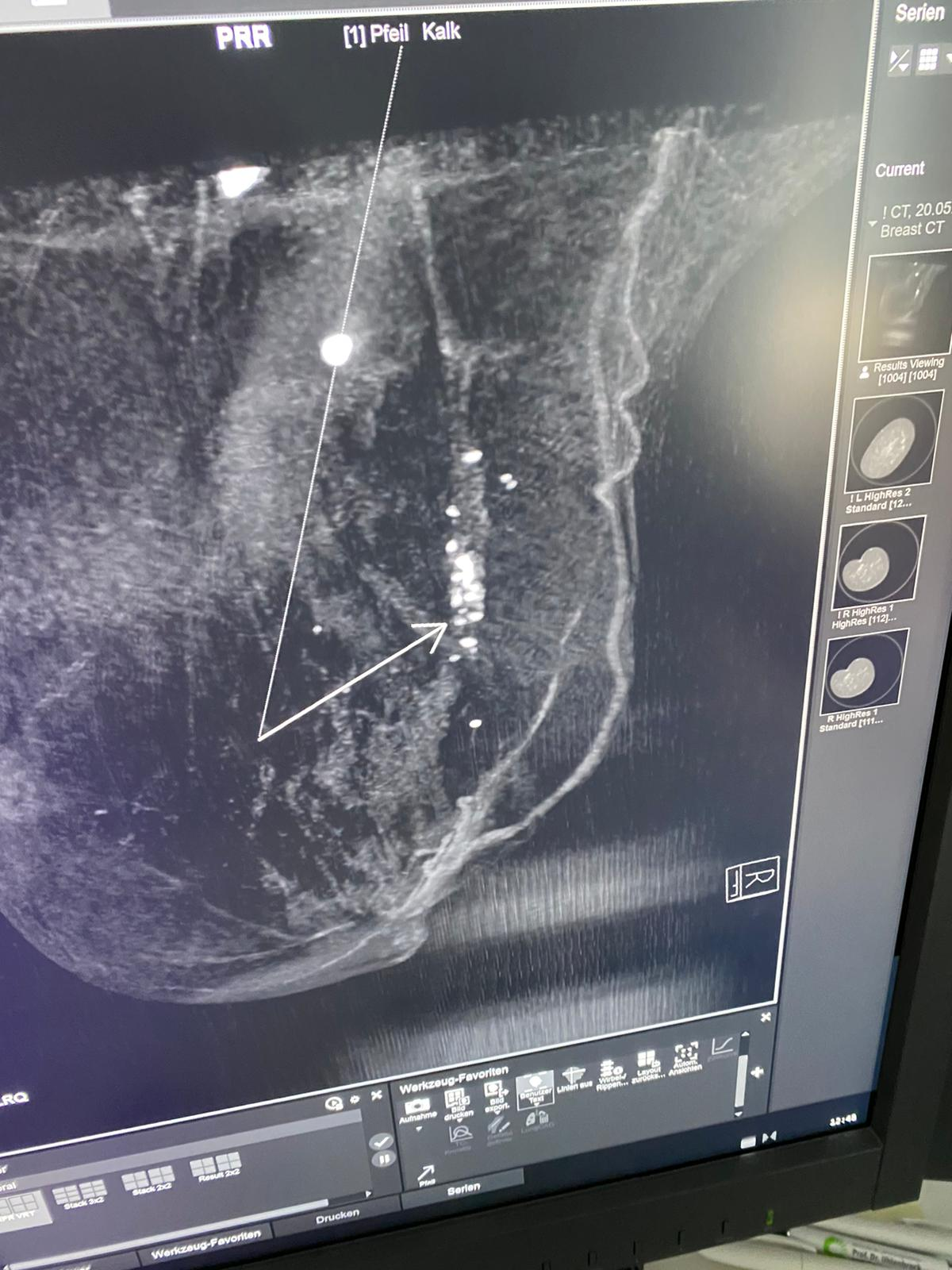
Brust-CT-Aufnahme, Mikrokalk

Die Brust-Computertomographie (kurz Brust-CT, auch Mamma-Computertomographie) ist eins der bildgebenden Verfahren zur Untersuchung der weiblichen und männlichen Brust mithilfe eines speziellen Brust-Computertomographie-Geräts. Anders als bei der üblichen zweidimensionalen Mammographie wird kein Projektionsbild, sondern ein dreidimensionaler Schichtstapel erstellt, sodass keine Überlagerungseffekte die Beurteilung erschweren. Nachteilig sind die etwas höhere Strahlendosis und der höhere Preis der Untersuchungsform. Andere Verfahren zur radiologischen Untersuchung der Brust sind die Tomosynthese und die Kernspintomographie.
Da der Nutzen der Brust-Computertomographie noch nicht ausreichend wissenschaftlich erforscht ist, werden die Kosten für die Untersuchung in Deutschland von der gesetzlichen Krankenversicherung nicht getragen.

## Untersuchungsvorgang
Die Patientin liegt während der Untersuchung auf dem Bauch auf der Liegefläche des Brust-Computertomographie-Geräts (Brust-Scanner). Die zu untersuchende Brust ragt in die Öffnung der Liege, unter der sich eine sich um die Brust drehende Röntgenröhre befindet. Die Untersuchung dauert wenige Sekunden.

## Besonderheiten der Untersuchung
Die Untersuchung dauert wenige Sekunden pro aufzunehmender Brust. Die Brust wird während der Untersuchung, im Gegensatz zur Mammographie, weder komprimiert noch vom Personal berührt. In gemeinsam vom Uniklinikum Erlangen-Nürnberg und dem Klinikum der RWTH Aachen durchgeführten Studie wurde festgestellt, dass Patientinnen die schmerzfreie Untersuchung durch die Brust-CT gegenüber der herkömmlichen Untersuchung durch Mammographie bevorzogen. Kontrastmittelgabe ist möglich und hilft zur Differenzierung bei dichtem Brustgewebe. Je nach klinischer Indikation und Beschaffenheit der Brust ist auch eine Untersuchung ohne Kontrastmittel sinnvoll.

## Einschränkungen und Risiken
Wie bei allen Röntgen-basierten Verfahren muss auch bei der Brust-Computertomographie die Strahlenbelastung beachtet werden. Eine klinische Rechtfertigung der Untersuchung ist deshalb nötig. Zum Screening gesunder Personen darf Röntgenstrahlung nur angewendet werden, wenn eine Verordnung nach § 83 StrSchG es erlaubt, was bis heute (2021) nur für die konventionelle Mammographie gegeben ist. Nur bei ärztlicher Indikation – zum Beispiel auf Grund von Symptomen – ist die B-CT in Deutschland zulässig. Die gesetzlichen Krankenkassen übernehmen die Kosten in Höhe ca. 350 € allerdings auch dann nicht.
Die erzeugten Bilddaten stellen den untersuchten Bereich dar. Dabei können insbesondere Teile der Achseln auch noch relevantes Gewebe enthalten, das nicht dargestellt wird. In diesem Fall ist eine ergänzende Ultraschalluntersuchung oft sinnvoll.

## Anwendung
Patientinnen, die negative Erfahrung mit Schmerzen durch Quetschung der Brust bei der Mammographie hatten, können sich durch die Brust-Computertomographie kompressionsfrei untersuchen lassen. Das Gleiche gilt für Patientinnen mit Brustimplantaten. Zusätzlich dient die Brust-Computertomographie zur Abklärung verdächtiger Befunde, wie z. B. Mikroverkalkungen, Monitoring nach neoadjuvanter Chemotherapie und Operationsplanung. Im Gegensatz zu einer Magnetresonanztomographie gibt es keine Kontraindikationen für Patientinnen mit Herzschrittmacher, Kontrastmittelallergie oder Klaustrophobie.  In Rahmen einer Studie, bei der MRT und Brust-CT Aufnahmen vergleichen wurden, wiesen Forscher nach, dass Brust-CT in der Nachverfolgung einer Chemotherapie eine höhere Genauigkeit hat als MRT, weil mehr Anzeichen für den Tumor dargestellt werden konnten. Bei präoperativen Befunden war die Genauigkeit vergleichbar mit dem MRT.